# Walter Alasia
Walter Alasia (Sesto San Giovanni, 12 settembre 1956 – Sesto San Giovanni, 15 dicembre 1976) è stato un brigatista italiano.
Appartenne, durante il periodo degli anni di piombo, all'organizzazione terroristica delle Brigate Rosse. Morì in uno scontro a fuoco con la polizia da lui stesso provocato.

## Biografia
Figlio di operai di Sesto San Giovanni (Guido Alasia e Ada Tibaldi, nativa piemontese di Nole e zia materna del futuro scrittore Giuseppe Culicchia), di bell'aspetto e amato dalle ragazze, si impiegò alle Poste italiane, e cominciò a fare politica vicino al PCI per poi aderire ancor giovane a gruppi della sinistra extraparlamentare come Lotta Continua ed entrare infine nelle Brigate Rosse con il nome di battaglia di «Compagno Luca».
Con la complicità di altri terroristi, il 15 maggio 1975 irruppe nello studio dell'avvocato milanese Massimo De Carolis, capogruppo DC al comune di Milano, e, dopo averlo ammanettato, lo sottopose a un «processo proletario» ed infine lo ferì al polpaccio sinistro.

## Il suo arresto
La sera del 14 dicembre 1976 rientrò nella casa dei suoi genitori, in via Leopardi a Sesto San Giovanni e il 15 dicembre le forze di polizia bussarono alla sua porta. Secondo il racconto dei genitori, la madre andò a vedere chi fosse e, sentendosi rispondere che era la Polizia, non aprì ma chiamò il marito che, sebbene in un primo momento non trovasse le chiavi di casa, infine lasciò entrare gli agenti.
Dopo essere entrati, i poliziotti chiesero alla donna di indicare la camera del figlio ed a questo punto Alasia aprì il fuoco sui poliziotti. Nel conflitto a fuoco rimasero uccisi Sergio Bazzega, maresciallo dell'antiterrorismo ed il vicequestore di Sesto San Giovanni Vittorio Padovani nonché lo stesso Alasia, colpito in cortile, dove stava fuggendo dopo essere saltato da una finestra mentre i genitori – secondo il racconto della madre – rimasero tenuti sotto la minaccia delle armi da parte delle forze dell'ordine. 
Secondo quanto fu scritto da chi ne condivideva le idee, Alasia si trovava in casa perché: «nei giorni della più dura repressione cerca dove dormire, ma tutte le porte si chiudono o lui non si fida più di nessuno».
Al suo funerale lo commemorò Enrico Baglioni, operaio della Magneti Marelli e futuro militante di Prima Linea.
Alla sua storia Giorgio Manzini dedicò il libro Indagine su un brigatista rosso che, oltre alla biografia del brigatista, ricostruisce l'ambiente in cui egli era nato e cresciuto. Il libro raccoglie le interviste alla madre ed al padre di Alasia ma parla anche diffusamente del clima sociale e politico degli anni di piombo ed inoltre si sofferma a lungo sulla situazione nelle fabbriche in quegli anni, prendendo ad esempio la Sapsa del gruppo Pirelli in cui lavorava Ada Tibaldi, la madre di Alasia.
Nel 2021 esce Il tempo di vivere con te, scritto da suo cugino Giuseppe Culicchia e nel 2023 La bambina che non doveva piangere, dello stesso autore.

## La Colonna Walter Alasia
Al nome di Alasia fu intitolata la colonna milanese delle Brigate Rosse, che comprendeva circa un centinaio di persone e che ebbe un ruolo a tratti distinto da quello dell'organizzazione centrale.
Tra le azioni del gruppo vi fu l'attentato a Indro Montanelli compiuto il 2 giugno 1977.
Dopo il 1980, la colonna fu espulsa dall'organizzazione e realizzò in proprio una serie di attentati tra i quali:
- il 1º aprile 1980 in danno del Circolo culturale Carlo Perini ONLUS. I brigatisti interruppero armati in una conferenza, scelsero tra gli spettatori quattro persone (il presidente del Circolo Perini Antonio Iosa, Eros Robbiani, Emilio De Buono e Nadir Tedeschi) e le gambizzarono.
- il 12 novembre 1980 l'omicidio di Renato Briano direttore del personale della Ercole Marelli[7]
- il 28 novembre 1980 l'omicidio di Manfredo Mazzanti direttore tecnico della Falck[8]
- il 17 febbraio 1981 l'omicidio di Luigi Marangoni direttore sanitario del Policlinico di Milano[9]
- il 3 giugno 1981 operarono poi il sequestro dell'ingegnere Renzo Sandrucci, direttore della produzione dell'Alfa Romeo (poi liberato).
- il 16 luglio 1982, a Lissone (MB), uccidono, durante una rapina, il maresciallo Valerio Renzi, comandante della stazione dei carabinieri di Lissone.

Nel 1982 la colonna si sciolse dopo che i suoi principali esponenti erano stati arrestati o erano morti.